# Тарасівка (Солобковецька сільська громада)
Тара́сівка — село в Україні, у Солобковецькій сільській територіальній громаді Хмельницького району Хмельницької області. Населення становить 329 осіб.
До 1951 року село відносилось до Солобковецького району Кам’янець-Подільської області.

## Історія
7 (20) листопада 1917 року, відповідно до Третього Універсалу Української Центральної Ради, увійшло до складу Української Народної Республіки.
12 червня 2020 року, відповідно до розпорядження Кабінету Міністрів України № 727-р «Про визначення адміністративних центрів та затвердження територій територіальних громад Хмельницької області», увійшло до складу Солобковецької сільської громади.
19 липня 2020 року, в результаті адміністративно-територіальної реформи та ліквідації Ярмолинецького району, село увійшло до складу новоутвореного Хмельницького району.

## Населення

### Мова
Розподіл населення за рідною мовою за даними перепису 2001 року:
| Мова       | Кількість | Відсоток |
| ---------- | --------- | -------- |
| українська | 328       | 99.7%    |
| російська  | 1         | 0.3%     |
| Усього     | 329       | 100%     |

## Символіка
Герб та прапор затверджені 6 березня 2018р. рішенням №6 XVII сесії сільської ради VI скликання. Автор — П.Б.Войталюк.
В зеленому полі дві срібні сокири з золотими руків`ями, покладені в косий хрест, між якими згори золоте шістнадцятипроменеве сонце, внизу срібна голівка цукру з червоними листками пергаменту на ній. В срібній хвилястій базі лазурова підвищена нитяна хвиляста балка. Щит вписаний у золотий декоративний картуш і увінчаний золотою сільською короною. Унизу картуша напис «ТАРАСІВКА».
Сокири — символ видобутку лісу і теслярства, голівка цукру означає цукровий завод, один із перших в краю. Хвиляста база — символ ріки Ушки.